# Pruimenrotkelkje
Het pruimenrotkelkje (Monilinia laxa) is een schimmelsoort behorend tot de familie Sclerotiniaceae. Het is een biotrofe parasiet op vruchten, vooral pruim (Prunus domestica). Hij is ook bekend van o.a. andere Prunus-soorten, peer (Pyrus communis) en mispel (Mespilus germanica).

## Kenmerken
Hij overwintert in pseudosclerotia op geïnfecteerde plantenscheuten, op fruitmummies die aan de boom achterblijven, pseudosclerotia die op de grond gevallen en rottend fruit. In het voorjaar worden aseksuele conidia geproduceerd in de sporodochia in de pseudosclerotia. Deze conidia voeren de primaire infectie uit. Ze zijn kleurloos en variëren in grootte: 5–23 × 4–16 μm. Tijdens het groeiseizoen worden verschillende generaties gevormd en de in de zomer gevormde conidia zijn veel groter dan die in de lente. Bij gunstig weer (hoge luchtvochtigheid, regen) dringen ze via de stempels of meeldraden de bloemen binnen. Het mycelium dat zich daaruit ontwikkelt, infecteert de hele punt van de scheut en vervolgens de scheut. De symptomen van vroege infectie zijn heel duidelijk zichtbaar op de kersenbloesems, die opdrogen maar niet afvallen en lang op de scheuten blijven zitten. Ze worden een bron van secundaire infecties. De daarop gevormde conidia infecteren de vrucht. Ze dringen erin door mechanische schade (bijvoorbeeld scheuren veroorzaakt door regen) en vormen lichtbruine, kussenachtige sporodochia. Er groeien conidiale stelen met eencellige citroenvormige sporen uit, waardoor het zich snel verspreidt, vooral bij een hoge luchtvochtigheid en een groot aantal beschadigde vruchten.
Geslachtelijke voortplanting is zeer zeldzaam en de schimmel ontwikkelt zich als anamorf onder de naam Monilia laxa. Apothecia (vruchtlichamen) worden alleen gevormd op mummies die tweemaal hebben overwinterd. Ze zijn bruin van kleur, 5 tot 30 mm groot en groeien op stengels van 5 tot 30 mm hoog. Daarin worden kleurloze, eencellige ascosporen van 7–19 × 4,5–8,5 μm gevormd.

## Verspreiding
In Nederland komt het pruimenrotkelkje zeer zeldzaam voor. In Nederland is het alleen in imperfecte stadium gevonden.